# Associazione Calcio Lumezzane 2014-2015
Questa voce raccoglie le informazioni riguardanti l'Associazione Calcio Lumezzane nelle competizioni ufficiali della stagione 2014-2015.

## Stagione
Nella stagione 2014-2015 il Lumezzane disputa il ventiduesimo campionato nel calcio professionistico italiano, nella neo istituita Lega Pro nel girone A.
Viene assunto quale allenatore Paolo Nicolato, già campione d'Italia con la primavera del Chievo. La presentazione della squadra è avvenuta il 2 settembre 2014.
Nella Coppa Italia di Lega Pro la squadra rossoblù si qualifica nel girone A superando in classifica Giana Erminio (2-0) in casa e Pro Patria (2-2) a Busto Arsizio. Poi nei sedicesimi di finale viene sconfitto nel derby bresciano con la FeralpiSalò (1-0) al Turina.
Il 30 ottobre 2014 viene esonerato il tecnico Paolo Nicolato, sostituto il giorno seguente da Maurizio Braghin.
Il 12 marzo 2015, a seguito della sconfitta interna (0-1) con il Bassano, viene richiamato Paolo Nicolato alla guida della squadra valgobbina, in sostituzione dell'esonerato Maurizio Braghin.
Al termine del campionato il Lumezzane si classifica al sedicesimo posto con 35 punti, costretto a disputare il Play-out per ottenere la salvezza, vincendo le due gare contro la Pro Patria, salvandosi così dalla retrocessione in Serie D.

## Organigramma societario
Area direttiva
- Presidente: Renzo Cavagna
- Vice presidenti: Franco Pintossi
- Direttore generale: Raffaele Santini

Area organizzativa
- Segretario generale: Vincenzo Greco
- Segretaria amministrativa: Elena Pedrini
- Responsabile biglietteria: Vincenzo Picchi

Area sanitaria
- Responsabile: Marco Rosa
- Fisioterapista: Massimo Conforti, Mauro Botticini

Area tecnica
- Direttore sportivo: Flavio Margotto
- Team manager: Giorgio Cavagna
- Allenatore: Paolo Nicolato (1ª-10ª)
poi Maurizio Braghin (11ª-28ª)
poi Paolo Nicolato (29ª-)
- Allenatore in seconda: Mirco Gasparetto (1ª-10ª)
poi Nadir Brocchi (11ª-28ª)
poi Mirco Gasparetto (29ª-)
- Preparatore atletico: Massimo Bucci (1ª-10ª)
poi Alessandro Spaggiari (11ª-28ª)
poi Massimo Bucci (29ª-)
- Preparatore dei portieri: Nadir Brocchi

## Rosa
Rosa tratta dal sito ufficiale del Lumezzane
| N. |                    | Ruolo | Calciatore            |
| -- | ------------------ | ----- | --------------------- |
|    | Italia (bandiera)  | P     | Marco Bason           |
|    | Italia (bandiera)  | P     | Jacopo Furlan         |
|    | Italia (bandiera)  | P     | Raffaele Dalle Vedove |
|    | Italia (bandiera)  | P     | Massimo Gazzoli       |
|    | Italia (bandiera)  | P     | Matteo Guagnetti      |
|    | Italia (bandiera)  | D     | Andrea Bagnai         |
|    | Italia (bandiera)  | D     | Mauro Belotti         |
|    | Italia (bandiera)  | D     | Amedeo Benedetti      |
|    | Italia (bandiera)  | D     | Giacomo Biondi        |
|    | Italia (bandiera)  | D     | Alessio Capello       |
|    | Italia (bandiera)  | D     | Dario Castaldo        |
|    | Brasile (bandiera) | D     | Thiago Cazè da Silva  |
|    | Italia (bandiera)  | D     | Kevin Magri           |
|    | Italia (bandiera)  | D     | Mattia Monticone      |
|    | Italia (bandiera)  | D     | Devis Nossa           |
|    | Italia (bandiera)  | D     | Giordano Pantano      |
|    | Italia (bandiera)  | D     | Michele Pini          |
|    | Italia (bandiera)  | C     | Andrea Pippa          |
|    | Italia (bandiera)  | D     | Dario Prevacini       |
|    | Italia (bandiera)  | D     | Francesco Sabatucci   |

| N. |                    | Ruolo | Calciatore            |
| -- | ------------------ | ----- | --------------------- |
|    | Italia (bandiera)  | C     | Luca Baldassin        |
|    | Senegal (bandiera) | C     | N'Diaye Djiby         |
|    | Italia (bandiera)  | C     | Federico Franchini    |
|    | Italia (bandiera)  | C     | Emanuele Gatto        |
|    | Francia (bandiera) | C     | Gaël Genevier         |
|    | Italia (bandiera)  | C     | Fabio Meduri          |
|    | Romania (bandiera) | C     | Vasile Mogoș          |
|    | Italia (bandiera)  | C     | Davide Moreo          |
|    | Italia (bandiera)  | C     | Federico Sevieri      |
|    | Brasile (bandiera) | C     | Gabriel Ribeiro       |
|    | Albania (bandiera) | A     | Isnik Alimi           |
|    | Brasile (bandiera) | A     | Sergio Cruz           |
|    | Brasile (bandiera) | A     | Marcos Ariel de Paula |
|    | Ghana (bandiera)   | A     | Caleb Ekuban          |
|    | Italia (bandiera)  | A     | Fausto Ferrari        |
|    | Italia (bandiera)  | A     | Giorgio Fumana        |
|    | Italia (bandiera)  | A     | Serafino Furaforte    |
|    | Italia (bandiera)  | A     | Francesco Potenza     |
|    | Italia (bandiera)  | A     | Manuel Sarao          |
|    | Italia (bandiera)  | A     | Kevin Varas           |

## Calciomercato

### Sessione estiva (dal 1/7/2014 al 2/9/2014)
| Acquisti         | Acquisti              | Acquisti    | Acquisti              |
| Ruolo            | Nome                  | da          | Modalità              |
| ---------------- | --------------------- | ----------- | --------------------- |
| P                | Massimo Gazzoli       | Viareggio   | definitivo (biennale) |
| D                | Dario Castaldo        | Parma       | prestito              |
| D                | Kevin Magri           | Chievo      | prestito              |
| C                | N'Diaye Djiby         | Chievo      | prestito              |
| C                | Davide Moreo          | Inter       | prestito              |
| A                | Giorgio Fumana        | Torino      | definitivo (biennale) |
| A                | Amedeo Benedetti      | Chievo      | prestito              |
| C                | Federico Franchini    | Chievo      | prestito              |
| A                | Caleb Ekuban          | Chievo      | prestito              |
| C                | Luca Baldassin        | Poggibonsi  | definitivo            |
| C                | Nicolò Palazzolo      | Cuneo       | definitivo            |
| A                | Isnik Alimi           | Chievo      | prestito              |
| C                | Gaël Genevier         | Siena       | definitivo            |
| C                | Fabio Meduri          | Savoia      | definitivo (biennale) |
| C                | Alessio Capello       | Torino      | prestito              |
| Altre operazioni |                       |             |                       |
| R.               | Nome                  | da          | Modalità              |
| C                | Emanuele Gatto        | Chievo      | definitivo            |
| A                | Marcos Ariel de Paula | Chievo      | prestito              |
| C                | Dario Prevacini       | Castiglione | fine prestito         |

| Cessioni | Cessioni            | Cessioni         | Cessioni                       |
| R.       | Nome                | a                | Modalità                       |
| -------- | ------------------- | ---------------- | ------------------------------ |
| P        | Alessandro Pasotti  | Chievo           | prestito                       |
| D        | Carlo Cremaschi     | Savoia           | definitivo                     |
| D        | Oumaro Coulibaly    | Chievo           | fine prestito                  |
| D        | Riccardo Carlini    | Real Vicenza     | definitivo                     |
| C        | Alessandro Bernardi | Matera           | prestito                       |
| C        | Vincenzo Italiano   |                  | ritiro                         |
| C        | Nicolò Quaggiotto   | Brescia          | fine prestito                  |
| C        | Federico Sevieri    | Savoia           | definitivo                     |
| A        | Francesco Galuppini | Real Vicenza     | prestito                       |
| A        | Alexis Ferrante     | Roma             | fine prestito                  |
| A        | Ernesto Torregrossa | Verona           | definitivo                     |
| C        | Giuseppe Russo      | Ternana          | prestito (diritto di riscatto) |
| C        | Nicolò Palazzolo    | Barletta         | definitivo                     |
| C        | Filippo Talato      | Sliema Wanderers | risoluzione consensuale        |

### Fuori sessione
| Acquisti | Acquisti     | Acquisti   | Acquisti   |
| R.       | Nome         | da         | Modalità   |
| -------- | ------------ | ---------- | ---------- |
| C        | Vasile Mogos | svincolato | definitivo |

| Cessioni | Cessioni      | Cessioni        | Cessioni                |
| R.       | Nome          | a               | Modalità                |
| -------- | ------------- | --------------- | ----------------------- |
| A        | Roger Braschi | Fortis Juventus | risoluzione consensuale |

### Sessione invernale (dal 5/1/2015 al 2/2/2015)
| Acquisti         | Acquisti             | Acquisti       | Acquisti      |
| Ruolo            | Nome                 | da             | Modalità      |
| ---------------- | -------------------- | -------------- | ------------- |
| P                | Marco Bason          |                | definitivo    |
| D                | Giordano Pantano     | Lucchese       | definitivo    |
| D                | Andrea Bagnai        | Prato          | definitivo    |
| D                | Devis Nossa          | Virtus Entella | definitivo    |
| C                | Francesco Potenza    | Pordenone      | definitivo    |
| A                | Sergio Cruz          | Ischia         | definitivo    |
| A                | Manuel Sarao         | Carpi          | prestito      |
| A                | Kevin Marcillo Varas | Vallecamonica  | definitivo    |
| Altre operazioni |                      |                |               |
| R.               | Nome                 | da             | Modalità      |
| A                | Francesco Galuppini  | Real Vicenza   | fine prestito |

| Cessioni         | Cessioni              | Cessioni    | Cessioni                |
| R.               | Nome                  | a           | Modalità                |
| ---------------- | --------------------- | ----------- | ----------------------- |
| P                | Massimo Gazzoli       | Prato       | prestito                |
| P                | Raffaele Dalle Vedove |             | risoluzione consensuale |
| D                | Dario Castaldo        | Parma       | fine prestito           |
| D                | Thiago Cazè da Silva  | Lucchese    | definitivo              |
| D                | Kevin Magri           | Chievo      | fine prestito           |
| C                | N'Diaye Djiby         | Chievo      | fine prestito           |
| C                | Davide Moreo          | Inter       | fine prestito           |
| A                | Giorgio Fumana        | Ischia      | definitivo              |
| A                | Marcos Ariel de Paula | Chievo      | fine prestito           |
| D                | Amedeo Benedetti      | Chievo      | fine prestito           |
| Altre operazioni |                       |             |                         |
| R.               | Nome                  | da          | Modalità                |
| A                | Francesco Galuppini   | Feralpisalò | prestito                |

### Fuori sessione
| Acquisti | Acquisti      | Acquisti        | Acquisti   |
| R.       | Nome          | da              | Modalità   |
| -------- | ------------- | --------------- | ---------- |
| P        | Jacopo Furlan | svincolato      | definitivo |
| C        | Andrea Pippa  | Aversa Normanna | definitivo |

| Cessioni | Cessioni     | Cessioni | Cessioni                |
| R.       | Nome         | a        | Modalità                |
| -------- | ------------ | -------- | ----------------------- |
| C        | Michele Pini |          | risoluzione consensuale |

## Risultati

### Lega Pro

#### Girone di andata
| Arbitro: | Pietropaolo (Modena) |

|                              |           |  |
| Ekuban 36’ Salim Ribeiro 88’ | Marcatori |  |

| Arbitro: | Giua (Pisa) |

|                         |           |  |
| F. Perna 39’ Crotti 54’ | Marcatori |  |

| Lumezzane 10 settembre 2014, ore 20:30 CEST 3ª giornata | Lumezzane         | 0 – 0 referto | Mantova | Stadio Tullio Saleri (600 spett.)\| Arbitro: \| Colosimo (Torino) \| |
| Arbitro:                                                | Colosimo (Torino) |               |         |                                                                      |

| Arbitro: | Dionisi (L'Aquila) |

|               |           |  |
| Marchetti 27’ | Marcatori |  |

| Arbitro: | Viotti (Tivoli) |

|                          |           |  |
| C. Conti 30’ Millesi 54’ | Marcatori |  |

| Arbitro: | Robilotta (Sala Consilina) |

|           |           |            |
| Mogos 40’ | Marcatori | 15’ Guazzo |

| Arbitro: | Sassoli (Arezzo) |

|                      |           |                          |
| Florian 90+4’ (rig.) | Marcatori | 3’ (rig.) Fausto Ferrari |

| Arbitro: | Capilungo (Lecce) |

|                |           |                           |
| F. Ferrari 76’ | Marcatori | 78’ Malagò 85’ Bardelloni |

| Arbitro: | Mei (Pesaro) |

|                                          |           |          |
| Furlan 53’ Nolè 81’ (rig.) Cortesi 90+3’ | Marcatori | 2’ Mogos |

| Arbitro: | Cifelli (Campobasso) |

|                                        |           |                               |
| A. Benedetti 26’ F. Ferrari 77’ (rig.) | Marcatori | 15’ Candido 38’ (aut. Biondi) |

| Arbitro: | Bichisecchi (Livorno) |

|                                   |           |  |
| V. Anastasi 84’, 89’ Perini 90+2’ | Marcatori |  |

| Arbitro: | Di Ruberto (Nocera Inferiore) |

|            |           |  |
| Ekuban 57’ | Marcatori |  |

| Arbitro: | Panarese (Lecce) |

|                                |           |  |
| Fischnaller 8’ Lendric 45+2+3’ | Marcatori |  |

| Arbitro: | Boggi (Salerno) |

|                                 |           |                           |
| Biondi 10’ Ekuban 71’ Djiby 87’ | Marcatori | 13’ Marino 68’ Bellazzini |

| Arbitro: | Caso (Verona) |

|                         |           |  |
| Ganz 38’ E. Defendi 66’ | Marcatori |  |

| Arbitro: | Fiorini (Frosinone) |

|              |           |                  |
| De Paula 58’ | Marcatori | 73’ A. Brighenti |

| Arbitro: | Spinelli (Terni) |

|  |           |           |
|  | Marcatori | 51’ Mogos |

| Arbitro: | Maggioni (Lecco) |

|                   |           |                                           |
| Cazé Da Silva 53’ | Marcatori | 49’ Leonarduzzi 80’ Tandardini 89’ Romero |

| Arbitro: | Bertani (Pisa) |

|              |           |                                |
| Evacuo 90+4’ | Marcatori | 37’ Ekuban 44’ Alimi 63’ Mogos |

#### Girone di ritorno
| Arbitro: | Guccini (Albano Laziale) |

|                         |           |  |
| Maracchi 27’ Maccan 76’ | Marcatori |  |

| Lumezzane 18 gennaio 2015 21ª giornata | Lumezzane          | 0 – 0 | Giana Erminio | Stadio Tullio Saleri\| Arbitro: \| Giovani (Grosseto) \| |
| Arbitro:                               | Giovani (Grosseto) |       |               |                                                          |

| Arbitro: | Guarino (Caltanissetta) |

|                                |           |             |
| Gonzi 5’ N. Zanetti 64’ (rig.) | Marcatori | 45’ Potenza |

| Arbitro: | Zanonato (Vicenza) |

|            |           |                                                     |
| Meduri 25’ | Marcatori | 10’ Baraye 45+1’ (rig.) Maiorino 77’ (rig.) Barbuti |

| Arbitro: | Candeo (Este) |

|           |           |                                  |
| Varas 39’ | Marcatori | 44’ (rig.) Dettori 90+1’ Montini |

| Arbitro: | Pillitteri (Palermo) |

|                                           |           |           |
| M. Marconi 15’ Rantier 60’ G. Cavalli 65’ | Marcatori | 84’ Varas |

| Arbitro: | Lanza (Torino) |

|                            |           |             |
| Sarao 52’, 79’ Potenza 74’ | Marcatori | 30’ Cocuzza |

| Arbitro: | Pietropaolo (Modena) |

|  |           |                       |
|  | Marcatori | 47’ Sarao 49’ Potenza |

| Arbitro: | Strippoli (Bari) |

|  |           |                 |
|  | Marcatori | 16’ Pietribiasi |

| Arbitro: | Serra (Torino) |

|             |           |  |
| Terrani 27’ | Marcatori |  |

| Lumezzane 21 marzo 2015 30ª giornata | Lumezzane                 | 0 – 0 | Monza | Stadio Tullio Saleri\| Arbitro: \| Lacagnina (Caltanissetta) \| |
| Arbitro:                             | Lacagnina (Caltanissetta) |       |       |                                                                 |

| Pavia 4 marzo 2015 31ª giornata | Pavia             | 0 – 0 | Lumezzane | Stadio Pietro Fortunati\| Arbitro: \| Massimi (Termoli) \| |
| Arbitro:                        | Massimi (Termoli) |       |           |                                                            |

| Lumezzane 28 marzo 2015 32ª giornata | Lumezzane         | 0 – 0 | Südtirol | Stadio Tullio Saleri\| Arbitro: \| Piscopo (Imperia) \| |
| Arbitro:                             | Piscopo (Imperia) |       |          |                                                         |

| Arbitro: | Balice (Termoli) |

|            |           |           |
| Guerra 31’ | Marcatori | 11’ Alimi |

| Arbitro: | Mainardi (Bergamo) |

|          |           |                            |
| Cruz 86’ | Marcatori | 15’ De Sousa 58’ Castiglia |

| Arbitro: | Pagliardini (Arezzo) |

|                  |           |           |
| A. Brighenti 75’ | Marcatori | 17’ Sarao |

| Arbitro: | Tardini (Milano) |

|                      |           |  |
| Potenza 90+2’ (rig.) | Marcatori |  |

| Arbitro: | Sassoli (Arezzo) |

|                    |           |  |
| Zamparo 45+1’, 55’ | Marcatori |  |

| Arbitro: | Rapuano (Rimini) |

|  |           |             |
|  | Marcatori | 54’ Corazza |

#### Play-out
| Arbitro: | Marini (Roma) |

|          |           |  |
| Cruz 18’ | Marcatori |  |

| Arbitro: | Baroni (Firenze) |

|  |           |                       |
|  | Marcatori | 69’ Cruz 90+2’ Ekuban |

### Coppa Italia Lega Pro

#### Fase eliminatoria a gironi
| Arbitro: | Amabile (Vicenza) |

|                     |           |  |
| Djiby 62’ Alimi 89’ | Marcatori |  |

| Arbitro: | Zanonato (Vicenza) |

|                              |           |                             |
| Terrani 30’ Guglielmotti 49’ | Marcatori | 28’ Baldassin 75’ Franchini |

#### Sedicesimi di finale
| Arbitro: | Andreini (Forlì) |

|           |           |  |
| Zerbo 60’ | Marcatori |  |

## Statistiche
Aggiornate al 30 maggio 2015.

### Statistiche di squadra
| Competizione          | Punti | In casa | In casa | In casa | In casa | In casa | In casa | In trasferta | In trasferta | In trasferta | In trasferta | In trasferta | In trasferta | Totale | Totale | Totale | Totale | Totale | Totale | DR  |
| Competizione          | Punti | G       | V       | N       | P       | Gf      | Gs      | G            | V            | N            | P            | Gf           | Gs           | G      | V      | N      | P      | Gf     | Gs     | DR  |
| --------------------- | ----- | ------- | ------- | ------- | ------- | ------- | ------- | ------------ | ------------ | ------------ | ------------ | ------------ | ------------ | ------ | ------ | ------ | ------ | ------ | ------ | --- |
| Lega Pro (girone A)   | 35    | 19      | 5       | 7       | 7       | 19      | 21      | 19           | 3            | 4            | 12           | 12           | 29           | 38     | 8      | 11     | 19     | 31     | 50     | -19 |
| Play-out              |       | 1       | 1       | 0       | 0       | 1       | 0       | 1            | 1            | 0            | 0            | 2            | 0            | 2      | 2      | 0      | 0      | 3      | 0      | +3  |
| Coppa Italia Lega Pro |       | 1       | 1       | 0       | 0       | 2       | 0       | 2            | 0            | 1            | 1            | 2            | 3            | 3      | 1      | 1      | 1      | 4      | 3      | +1  |
| Totale                |       | 21      | 7       | 7       | 7       | 22      | 21      | 22           | 4            | 5            | 13           | 16           | 32           | 43     | 11     | 12     | 20     | 38     | 53     | -15 |

### Andamento in campionato
| Giornata  | 1 | 2  | 3  | 4  | 5  | 6  | 7  | 8  | 9  | 10 | 11 | 12 | 13 | 14 | 15 | 16 | 17 | 18 | 19 | 20 | 21 | 22 | 23 | 24 | 25 | 26 | 27 | 28 | 29 | 30 | 31 | 32 | 33 | 34 | 35 | 36 | 37 | 38 |
| --------- | - | -- | -- | -- | -- | -- | -- | -- | -- | -- | -- | -- | -- | -- | -- | -- | -- | -- | -- | -- | -- | -- | -- | -- | -- | -- | -- | -- | -- | -- | -- | -- | -- | -- | -- | -- | -- | -- |
| Luogo     | C | T  | C  | T  | T  | C  | T  | C  | T  | C  | T  | C  | T  | C  | T  | C  | T  | C  | T  | T  | C  | T  | C  | C  | T  | C  | T  | C  | T  | C  | T  | C  | T  | C  | T  | C  | T  | C  |
| Risultato | V | P  | N  | P  | P  | N  | N  | P  | P  | N  | P  | V  | P  | V  | P  | N  | V  | P  | V  | P  | N  | P  | P  | P  | P  | V  | V  | P  | P  | N  | N  | N  | N  | P  | N  | V  | P  | P  |
| Posizione | 2 | 14 | 15 | 16 | 16 | 16 | 16 | 16 | 16 | 17 | 19 | 17 | 18 | 17 | 17 | 17 | 16 | 17 | 17 | 17 | 17 | 17 | 17 | 17 | 17 | 17 | 17 | 17 | 17 | 17 | 17 | 17 | 17 | 17 | 17 | 17 | 18 | 18 |

Fonte:  GIRONE A STATISTICA, su lega-pro.com.
Legenda:

Luogo: C = Casa; T = Trasferta. Risultato: R = Rinviata; V = Vittoria; N = Pareggio; P = Sconfitta.